# Twin Peaks (Grahamland)
Die Twin Peaks (englisch für Zwillingsgipfel) sind zwei definierte Berggipfel von 730 m und 750 m Höhe im Grahamland auf der Antarktischen Halbinsel. Sie ragen 2,5 km nördlich des Mount Taylor und 3 km westlich des Kopfendes der Hope Bay am nördlichen Ausläufer der Trinity-Halbinsel auf.
Entdeckt wurden sie bei der Schwedischen Antarktisexpedition (1901–1903) unter der Leitung des Polarforschers Otto Nordenskjöld. Die deskriptive Benennung erfolgte durch den Falkland Islands Dependencies Survey nach einer Vermessung des Gebiets im Jahr 1946.